# Eristalis pulchella
Eristalis pulchella là một loài ruồi trong họ Ruồi giả ong (Syrphidae). Loài này được Macquart miêu tả khoa học đầu tiên năm. Eristalis pulchella phân bố ở miền Australasia